# 科爾加利半島

芬蘭灣南岸

科爾加利半島（俄语：Кургальский полуостров）是俄羅斯的半島，把芬蘭灣南部分為西面的納爾瓦灣和東面的盧加灣，半島上有沼地和數個湖泊，其中佔地約650平方公里的濕地受濕地公約保護。
59°42′N 28°08′E / 59.700°N 28.133°E